# 反応進行度
反応進行度（はんのうしんこうど、英語: extent of reaction）または反応進度（はんのうしんど）は、物理化学および化学工学において、反応がどの程度進行したかを表す物理量である。通常、ギリシア文字のξで表される。反応進行度は物質量の次元を持つ（SI単位はモル）。これはベルギーの科学者テオフィル・ド・ドンデによって導入された。

## 定義
以下の反応について考える。
A ⇌ 2 B + 3 C
反応物Aの無限小量{\displaystyle dn_{i}}がBとCに変化するとする。これは、3つのモル数すべてが反応の化学量論に従って変化することを必要とするが、それらは同じ量だけ変化するわけではない。しかし、反応進行度{\displaystyle \xi }を用いることで、必要に応じて共通の尺度で変化を記述することができる。Aのモル数の変化は式{\displaystyle dn_{A}=-d\xi }で表すことができ、Bの変化は{\displaystyle dn_{B}=+2d\xi }、Cの変化は{\displaystyle dn_{C}=+3d\xi }である。
反応進行度の変化は、次のように定義される。
{\displaystyle d\xi ={\frac {dn_{i}}{\nu _{i}}}}
ここで、{\displaystyle n_{i}}は{\displaystyle i}番目の反応物または生成物のモル数を表し、{\displaystyle \nu _{i}}は{\displaystyle i}番目の反応物または生成物の化学量論係数である。あまり一般的ではないが、この式から、化学量論係数は無次元と見なすこともモル単位を持つと見なすこともできるため、逆に反応進行度はモル単位を持つと見なすことも無次元のモル分率と見なすこともできることがわかる。
反応進行度は、化学反応において平衡に向けて進んだ量を表す。無限小の変更ではなく有限の変更を考えると、反応進行度の方程式を次のように書くことができる。
{\displaystyle \Delta \xi ={\frac {\Delta n_{i}}{\nu _{i}}}}
反応進行度は、一般的に反応開始時にゼロとして定義される。したがって、{\displaystyle \xi }の変化は進行度自体である。系が平衡に達したと仮定すると、
{\displaystyle \xi _{equi}={\frac {n_{equi,i}-n_{initial,i}}{\nu _{i}}}}
上記の例では、系が正方向にシフトしたため反応進行度は正であったが、この用法は、一般に反応進行度は、系の初期組成からのシフト方向に応じて、正または負になる可能性があることを意味する。

## 関係
ギブズの反応エネルギーの変化とギブズ自由エネルギーの関係は、一定の圧力と温度において、反応進行度に対してプロットされたギブズ自由エネルギーの傾きとして定義できる。
{\displaystyle \Delta _{r}G=\left({\frac {\partial G}{\partial \xi }}\right){p,T}}
この公式は、ボルタ電池の電圧を発生させる酸化還元反応に適用すると、ネルンストの式につながる。同様に、反応エンタルピーの変化とエンタルピーの関係を定義できる。例えば、
{\displaystyle \Delta _{r}H=\left({\frac {\partial H}{\partial \xi }}\right){p,T}}

## 例
反応進行度は、平衡反応の計算に役立つ量である。以下の反応を考える。
2 A ⇌ B + 3 C
ここで、初期量は{\displaystyle n_{A}=2\ {\text{mol}},n_{B}=1\ {\text{mol}},n_{C}=0\ {\text{mol}}}であり、Aの平衡量は0.5 molである。平衡における反応進行度は、その定義から計算できる。
{\displaystyle \xi _{equi}={\frac {\Delta n_{A}}{\nu _{A}}}={\frac {0.5\ {\text{mol}}-2\ {\text{mol}}}{-2}}=0.75\ {\text{mol}}}
上記において、反応物の化学量論係数は負であることに注意する。反応進行度がわかれば、式を整理してBとCの平衡量を計算できる。
{\displaystyle n_{equi,i}=\xi _{equi}\nu _{i}+n_{initial,i}}
{\displaystyle n_{B}=0.75\ {\text{mol}}\times 1+1\ {\text{mol}}=1.75\ {\text{mol}}}
{\displaystyle n_{C}=0.75\ {\text{mol}}\times 3+0\ {\text{mol}}=2.25\ {\text{mol}}}